# Нове Варпно
Нове Варпно (пољ. Nowe Warpno) је град у Пољској у Војводству Западно Поморје у Повјату полицком. Према попису становништва из 2011. у граду је живело 1.253 становника.

## Становништво
Према прелиминарним подацима са пописа, у граду је 2011. живело 1.253 становника.
| 2002. | 2011. | 2012. |
| ----- | ----- | ----- |
| 1.232 | 1.253 | 1.246 |

## Партнерски градови
- Икерминде